# جوزفين لازاروس
جوزفين لازاروس (بالإنجليزية: Josephine Lazarus)‏ هي مقالاتية وكاتِبة أمريكية، ولدت في 23 مارس 1846 في نيويورك في الولايات المتحدة، وتوفيت في 1910.